# ミランコビッチ (小惑星)
ミランコビッチ (1605 Milankovitch) は、小惑星帯にある小惑星の一つ。
1936年4月、セルビア人の天文学者ペタル・ドゥルコヴィッチが、ベルギー王立天文台で発見した。

## 名称
ミランコビッチ・サイクルと呼ばれる周期的な季候変動を発見したセルビア人の地球物理学者ミルティン・ミランコビッチ（1879年 - 1958年）から命名された。
この名称は1980年8月の小惑星回報で公表された。同時に、ドゥルコヴィッチが発見した小惑星に対して、(1700) ジュベジュダラが命名されている。